# Campionato sudamericano femminile di pallacanestro 1995
Il 24º Campionato dell'America Meridionale Femminile di Pallacanestro (noto anche come FIBA South American Championship for Women 1995) si è svolto dal 27 settembre al 1º ottobre 1995 a Jacareí, in Brasile. Il torneo è stato vinto dalla nazionale brasiliana.

## Squadre partecipanti
- Argentina
- Brasile
- Cile
- Paraguay

## Classifica finale
| Pos | Squadra   | V-P |
| --- | --------- | --- |
|     | Brasile   | 5-0 |
|     | Argentina | 3-2 |
|     | Cile      | 2-3 |
| 4   | Paraguay  | 0-5 |